# 阿瓦隆 (约讷省)
阿瓦隆（法語：Avallon，法語發音：[avalɔ̃] ⓘ），法国中部城市，勃艮第-弗朗什-孔泰大区约讷省的一个市镇，同时也是该省的一个副省会，下辖阿瓦隆区，其市镇面积为26.75平方公里，2022年1月1日时人口数量为6,346人，在法国城市中排名第1,710位。
阿瓦隆位于约讷省东南部，库桑河畔，莫尔旺山北侧，是一个区域性的中心城市，被称为“莫尔旺之门”，多条公路在此交汇。

## 地名来源
“Avallon”一名的来源存在多种说法，一般认为该名称出自高卢语“Aballo”，意为“苹果”或“苹果树”。

## 历史

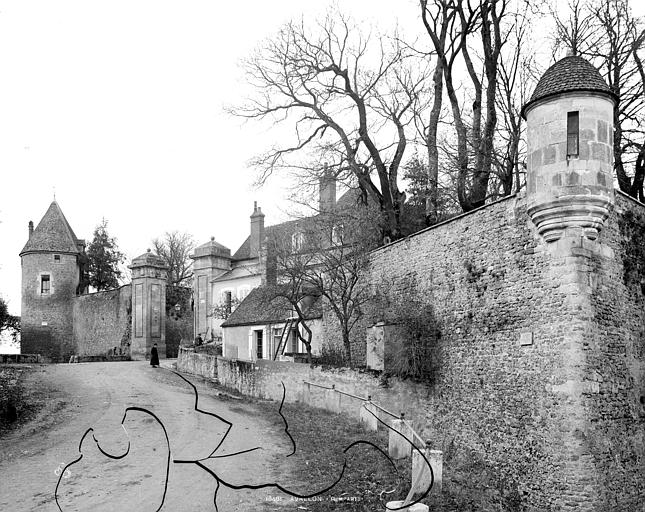
20世纪初的阿瓦隆城墙

阿瓦隆的早期历史尚不清楚。根据约讷省旅游局官方网站的论述，阿瓦隆早在古典时期就形成驿站，连接里昂和布洛涅之间的阿格里帕罗马道路由此通过。中世纪时，阿瓦隆长期为勃艮第公爵的一处领地，当地公元8世纪时兴建了一座教堂，后被扩建为圣拉扎尔大教堂。1200年，阿瓦隆获得市镇自由贸易宪章。最初的阿瓦隆城墙可能筑建于公元九世纪，而高49米的钟楼塔则于1456年建成。1731年，阿瓦隆境内兴建了一处盐税仓库。法国大革命后，阿瓦隆成为约讷省的一个市镇，并在1790至1795年间为该省的一个地区行署，后改为副省会。工业革命期间，阿瓦隆境内出现农产品加工和皮革制造工业。1882年，途径阿瓦隆的克拉旺-巴扎尔讷—德拉西圣卢铁路建成通车。第二次世界大战期间，阿瓦隆及附近地区出现多个抵抗运动组织，当地最终于1944年8月19日获得解放。2011年12月，阿瓦隆以南的铁路线停止服务，后于2015年彻底废弃，部分路段被改造为人行绿道。2024年4月，阿瓦隆市长贾米莱·哈布萨维因涉嫌参与毒品交易而被接受调查。

## 地理

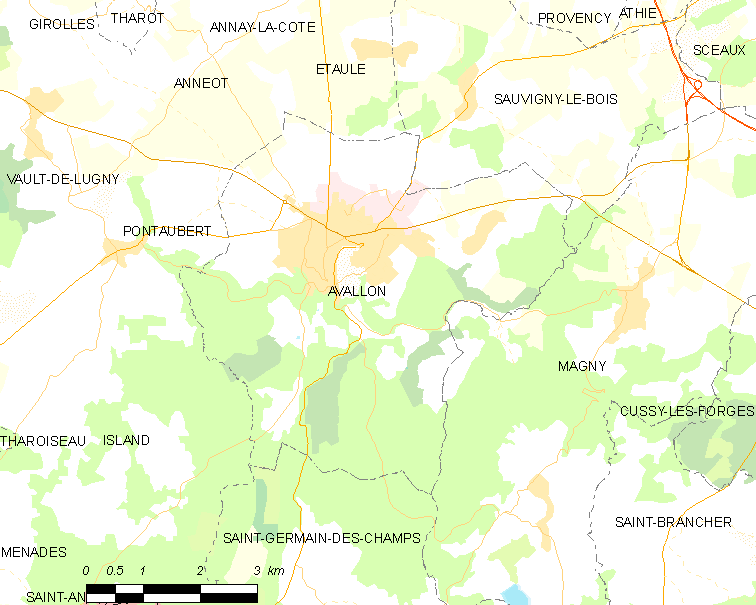
阿瓦隆市镇范围地图

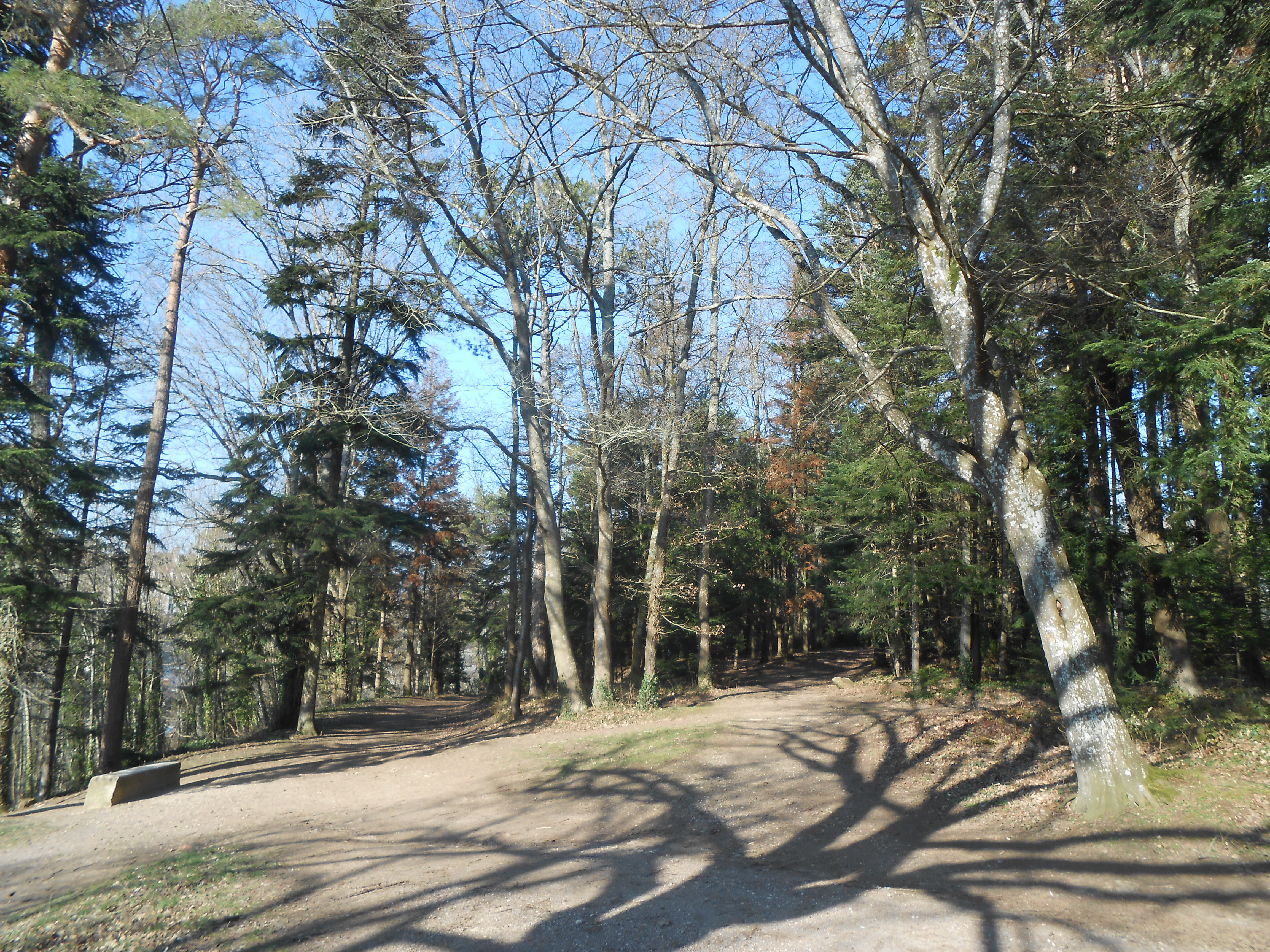
绍姆公园树林

阿瓦隆位于法国中北部偏东，勃艮第-弗朗什-孔泰大区西部和约讷省东南部，距离省会欧塞尔大约52公里。与阿瓦隆接壤的市镇包括：阿内奥、埃托勒、蓬托贝尔、索维尼勒布瓦、沃德吕尼、伊斯朗、马尼和圣日耳曼代尚。

### 地形
阿瓦隆位于巴黎盆地与莫尔山区之间的交界地带，其附近区域被称为“阿瓦洛奈”。阿瓦隆境内以浅丘为主，市镇中心位于库桑河谷右侧的一处高地上，部分街区地势起伏明显，全境海拔在163到369米之间。

### 水文
阿瓦隆位于塞纳河流域范围内，库桑河自东向西流经市区南侧，该河对地表有明显的下切作用，河面与市中心之间的高差超过60米。库桑河右岸支流溪米尼姆溪（ruisseau des Minimes）和波托溪（ruisseau du Potot）发源于阿瓦隆市区北侧，自北向南分别穿越市区东西两侧并在此与库桑河干流交汇。

### 植被
阿瓦隆属于温带阔叶混交林区，林地多分布于河谷地带，其中绍姆公园（Parc des Chaumes）、嘉布遣步行道花园（Promenade des Capucins）等是当地主要的城市绿地。
在鲜花城市的评比中，阿瓦隆被评为3星级鲜花城市。

### 气候
阿瓦隆在柯本气候分类法中属于带有一定大陆性特征的温带海洋性气候（Cfb）。
阿瓦隆境内设有气象站，以下为该气象站的数据（其中日照数据取自欧塞尔气象站）：
| 阿瓦隆 1981年－2019年 | 阿瓦隆 1981年－2019年 | 阿瓦隆 1981年－2019年 | 阿瓦隆 1981年－2019年 | 阿瓦隆 1981年－2019年 | 阿瓦隆 1981年－2019年 | 阿瓦隆 1981年－2019年 | 阿瓦隆 1981年－2019年 | 阿瓦隆 1981年－2019年 | 阿瓦隆 1981年－2019年 | 阿瓦隆 1981年－2019年 | 阿瓦隆 1981年－2019年 | 阿瓦隆 1981年－2019年 | 阿瓦隆 1981年－2019年 |
| 月份                  | 1月                   | 2月                   | 3月                   | 4月                   | 5月                   | 6月                   | 7月                   | 8月                   | 9月                   | 10月                  | 11月                  | 12月                  | 全年                  |
| --------------------- | --------------------- | --------------------- | --------------------- | --------------------- | --------------------- | --------------------- | --------------------- | --------------------- | --------------------- | --------------------- | --------------------- | --------------------- | --------------------- |
| 历史最高温 °C（°F）   | 17 (63)               | 21.9 (71.4)           | 24.5 (76.1)           | 29.9 (85.8)           | 31.6 (88.9)           | 38.5 (101.3)          | 39 (102)              | 42.1 (107.8)          | 34.4 (93.9)           | 28.4 (83.1)           | 22.5 (72.5)           | 21.4 (70.5)           | 42.1 (107.8)          |
| 平均高温 °C（°F）     | 6.5 (43.7)            | 8.5 (47.3)            | 12.6 (54.7)           | 15.6 (60.1)           | 20.4 (68.7)           | 23.5 (74.3)           | 26 (79)               | 26.1 (79.0)           | 21.2 (70.2)           | 16.6 (61.9)           | 10.1 (50.2)           | 6.6 (43.9)            | 16.1 (61.0)           |
| 日均气温 °C（°F）     | 3.6 (38.5)            | 4.7 (40.5)            | 7.8 (46.0)            | 10.3 (50.5)           | 14.8 (58.6)           | 17.7 (63.9)           | 20.1 (68.2)           | 20 (68)               | 15.8 (60.4)           | 12.2 (54.0)           | 6.9 (44.4)            | 4 (39)                | 11.5 (52.7)           |
| 平均低温 °C（°F）     | 0.7 (33.3)            | 0.9 (33.6)            | 3 (37)                | 5 (41)                | 9.2 (48.6)            | 12 (54)               | 14.1 (57.4)           | 13.9 (57.0)           | 10.3 (50.5)           | 7.9 (46.2)            | 3.6 (38.5)            | 1.3 (34.3)            | 6.8 (44.2)            |
| 历史最低温 °C（°F）   | −13.7 (7.3)           | −13.7 (7.3)           | −14.5 (5.9)           | −4.4 (24.1)           | −0.7 (30.7)           | 2.5 (36.5)            | 6.9 (44.4)            | 4.2 (39.6)            | 1.1 (34.0)            | −6 (21)               | −10.4 (13.3)          | −13.6 (7.5)           | −14.5 (5.9)           |
| 平均降水量 mm（）     | 61.8 (2.43)           | 55.5 (2.19)           | 55.8 (2.20)           | 73.3 (2.89)           | 71.7 (2.82)           | 70.9 (2.79)           | 68.6 (2.70)           | 63.3 (2.49)           | 68 (2.7)              | 72.6 (2.86)           | 75.2 (2.96)           | 70 (2.8)              | 806.7 (31.76)         |
| 月均日照時數          | 64.4                  | 85.6                  | 139.7                 | 175.3                 | 200.1                 | 215.9                 | 233.2                 | 224.2                 | 176.4                 | 118.4                 | 64.2                  | 51.4                  | 1,748.8               |
| 来源：infoclimat.fr   |                       |                       |                       |                       |                       |                       |                       |                       |                       |                       |                       |                       |                       |

## 行政区划
阿瓦隆的市镇编号为89025，邮政编号为89200。
在行政管理方面，阿瓦隆隶属于法国勃艮第-弗朗什-孔泰大区约讷省，同时也是该省的一个副省会，下辖阿瓦隆区；在地方选举方面，阿瓦隆是阿瓦隆县的中央投票站所在地，其市镇范围全境被划入约讷省第二选区；在社会管理方面，阿瓦隆是阿瓦隆-韦兹莱-莫尔旺市镇公共社区的办公驻地。
截至2024年1月，阿瓦隆市镇范围内暂无任何城市敏感街区及城市政策优先街区。
法国国家统计与经济研究所（简称）在进行数据统计时，将阿瓦隆市镇单独设为阿瓦隆城市核心区（Unité urbaine d'Avallon），并将包括核心区在内的周边共35个市镇划为阿瓦隆城市区。自2020年起，阿瓦隆城市区被包含74个市镇的阿瓦隆城市辐射区代替。此外，还将阿瓦隆市镇分为了3个“块区”（IRIS），以便于统计人口分布情况。

## 交通

### 公路
约讷省省道D10线、D127线、D166线、D427线、D606线、D944线和D957线在阿瓦隆境内交汇。勃艮第-弗朗什-孔泰大区城际客运（商业名称为“Mobigo”）119线、123线、807线、813线和定制巴士862线经停阿瓦隆，可通往第戎、欧坦、托内尔、克拉姆西、蒙巴尔、屈尔河畔阿尔西等地。
| 21 | 23 |

| 22 | 8 |

| 欧塞尔 | 53 |

| 索略 | 40 |

| 克拉姆西 | 40 |

| 洛尔姆 | 30 |

| 托内尔 | 48 |

| 尼特里 | 24 |

2020年，58%的阿瓦隆家庭拥有至少一辆私人汽车。2021年，阿瓦隆境内共发生各类交通事故2起，造成2人受伤，其中1人重伤。

### 铁路

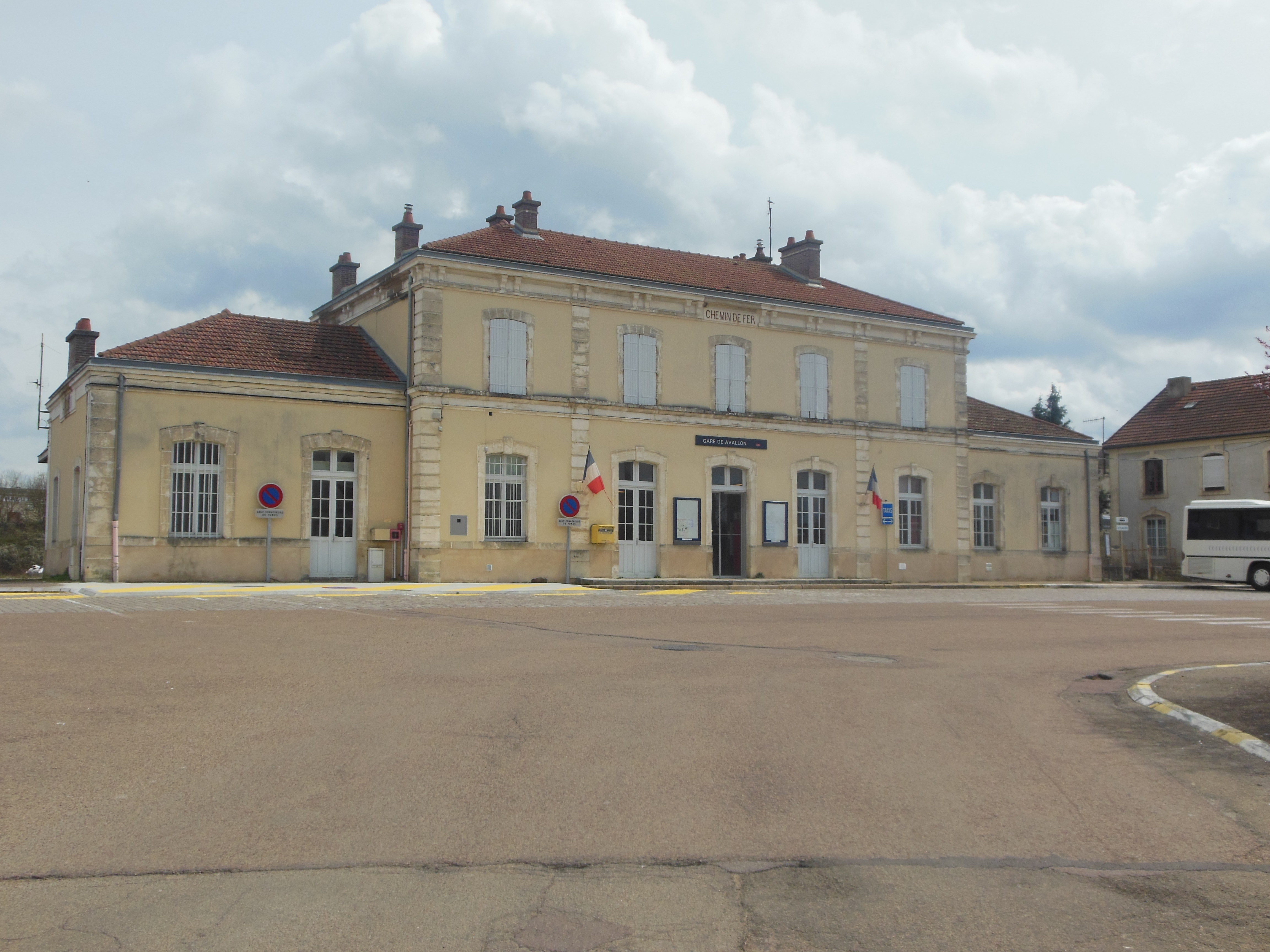
阿瓦隆火车站

阿瓦隆位于克拉旺-巴扎尔讷—德拉西圣卢铁路和阿瓦隆—尼伊苏拉维耶尔铁路的交汇处，可前往三个方向，现仅向北的铁路线仍在运行中。阿瓦隆站位于市区北部，该站停靠前往拉罗什-米热讷站方向的区域列车，部分车次可直通巴黎

### 航空
阿瓦隆境内建有阿瓦隆飞行场，后者是一个开放式的停机坪，供当地商务、救援及航空爱好者俱乐部使用。
阿瓦隆距离多勒机场的公路里程大约158公里。

### 城市公共交通
阿瓦隆城市公共交通（商业名称为）是当地的城市公共交通系统，由阿瓦隆市政府直接负责运营。截至2024年1月，该系统共包括两条公交线路，每周二至六日间开行，路网覆盖了阿瓦隆市区内的主要街道和居民区。

## 政治

### 市政内阁

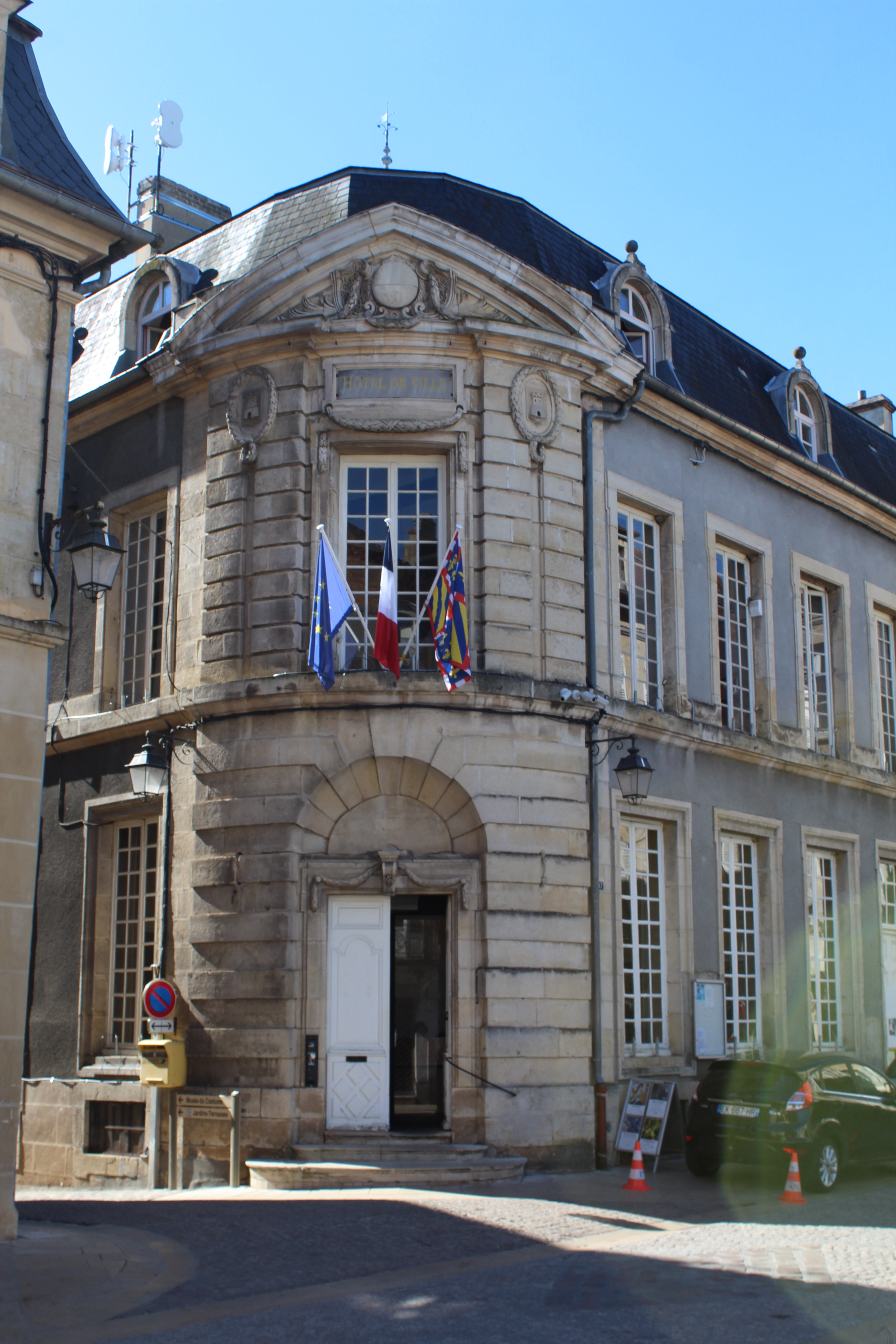
阿瓦隆市政厅

阿瓦隆的现任市长为贾米莱·哈布萨维女士，她是一名左翼无党派人士，自2021年起担任市长职务；其前任为让-伊夫·科莱先生，他是进步领地的一名成员，在2020年的市政选举中获得了55.07%的支持率。
| 阿瓦隆历届市长 | 阿瓦隆历届市长                   | 阿瓦隆历届市长                  |
| 任期           | 市长                             | 党派                            |
| -------------- | -------------------------------- | ------------------------------- |
| 1945年－1956年 | Robert MONTCHANIN 罗贝尔·蒙沙南  | 不详                            |
| 1946年－1947年 | Maurice MASSET 莫里斯·马塞       | 不详                            |
| 1947年－1951年 | Georges BILLAUDET 乔治·比约代    | 不详                            |
| 1951年－1954年 | Pierre BONNEAU 皮埃尔·博诺       | 不详                            |
| 1954年－1977年 | Jacques SCHIEVER 雅克·席弗尔     | 不详                            |
| 1977年－1983年 | Jean CHAMANT 让·沙芒             | RPR保衛共和聯盟                 |
| 1983年－1989年 | Léon LAURENT 莱昂·洛朗           | RPR保衛共和聯盟                 |
| 1989年－1995年 | Léo GRÉZARD 莱奥·格雷扎尔        | PS社会党                        |
| 1995年－2001年 | Yves Van HAËCKE 伊夫·范阿克      | RPR保衛共和聯盟                 |
| 2001年－2021年 | Jean-Yves CAULLET 让-伊夫·科莱   | PS社会党 →LREM复兴 →TPD进步领地 |
| 2021年－       | Jamilah HABSAOUI 贾米莱·哈布萨维 | DVG左翼无党派人士               |

### 各级选举
| 阿瓦隆历届投票选举结果 | 阿瓦隆历届投票选举结果 | 阿瓦隆历届投票选举结果 | 阿瓦隆历届投票选举结果 | 阿瓦隆历届投票选举结果        | 阿瓦隆历届投票选举结果 | 阿瓦隆历届投票选举结果 | 阿瓦隆历届投票选举结果        | 阿瓦隆历届投票选举结果 | 阿瓦隆历届投票选举结果 |
| 选举项目               | 选举范围               | 选区单位               | 选区单位内的选举结果   | 选区单位内的选举结果          | 选区单位内的选举结果   | 选区单位内的选举结果   | 选区单位内的选举结果          | 选区单位内的选举结果   | 参考资料               |
| 选举项目               | 选举范围               | 选区单位               | 第一轮胜出者           | 第一轮胜出者                  | 支持率                 | 第二轮胜出者           | 第二轮胜出者                  | 支持率                 | 参考资料               |
| ---------------------- | ---------------------- | ---------------------- | ---------------------- | ----------------------------- | ---------------------- | ---------------------- | ----------------------------- | ---------------------- | ---------------------- |
| 2017年法國總統選舉     | 法國                   | 市镇                   |                        | 埃马纽埃尔·马克龙             | 25.42%                 |                        | 埃马纽埃尔·马克龙             | 64.26%                 | [ 32 ]                 |
| 2017年法国立法选举     | 约讷省第二选区         | 市镇                   |                        | 让-伊夫·科莱                  | 40.42%                 |                        | 让-伊夫·科莱                  | 54.19%                 | [ 32 ]                 |
| 2019年欧洲议会选举     | 法國                   | 市镇                   |                        | 若尔丹·巴尔代拉               | 27.32%                 | （不适用）             | （不适用）                    | （不适用）             | [ 34 ]                 |
| 2021年法国省级选举     | 约讷省                 | 县                     |                        | 奥雷莉·法尔西 帕斯卡尔·热尔曼 | 30.99%                 |                        | 若尔丹·海兹曼 索尼娅·帕图雷   | 50.83%                 | [ 35 ]                 |
| 2021年法国省级选举     | 约讷省                 | 市镇                   |                        | 奥雷莉·法尔西 帕斯卡尔·热尔曼 | 32.69%                 |                        | 奥雷莉·法尔西 帕斯卡尔·热尔曼 | 53.16%                 | [ 35 ]                 |
| 2021年法国大区选举     |                        | 市镇                   |                        | 玛丽-吉特·迪费                | 40.24%                 |                        | 玛丽-吉特·迪费                | 54.42%                 | [ 36 ]                 |
| 2022年法国总统选举     | 法國                   | 市镇                   |                        | 玛丽娜·勒庞                   | 26.68%                 |                        | 埃马纽埃尔·马克龙             | 55.97%                 | [ 32 ]                 |
| 2022年法国立法选举     | 约讷省第二选区         | 市镇                   |                        | 安德烈·维利耶                 | 32.03%                 |                        | 安德烈·维利耶                 | 58.78%                 | [ 32 ]                 |
| 2024年欧洲议会选举     | 法國                   | 市镇                   |                        | 若尔丹·巴尔代拉               | 34.94%                 | （不适用）             | （不适用）                    | （不适用）             | [ 32 ]                 |

## 人口
2021年，阿瓦隆市镇人口数量为6,387，在法国排名第1,710位。其中男性2,971人，女性3,443人，75岁及以上人口占12.0%，外籍人口数量为347人，人口密度为240人/平方公里，当地居民被称为（男性）或（女性）。2022年，阿瓦隆境内出生42人，死亡人口111人。
| 阿瓦隆1901年－2021年人口变化情况 |
|                                  |
| 数据来源：Cassini、INSEE         |

## 经济

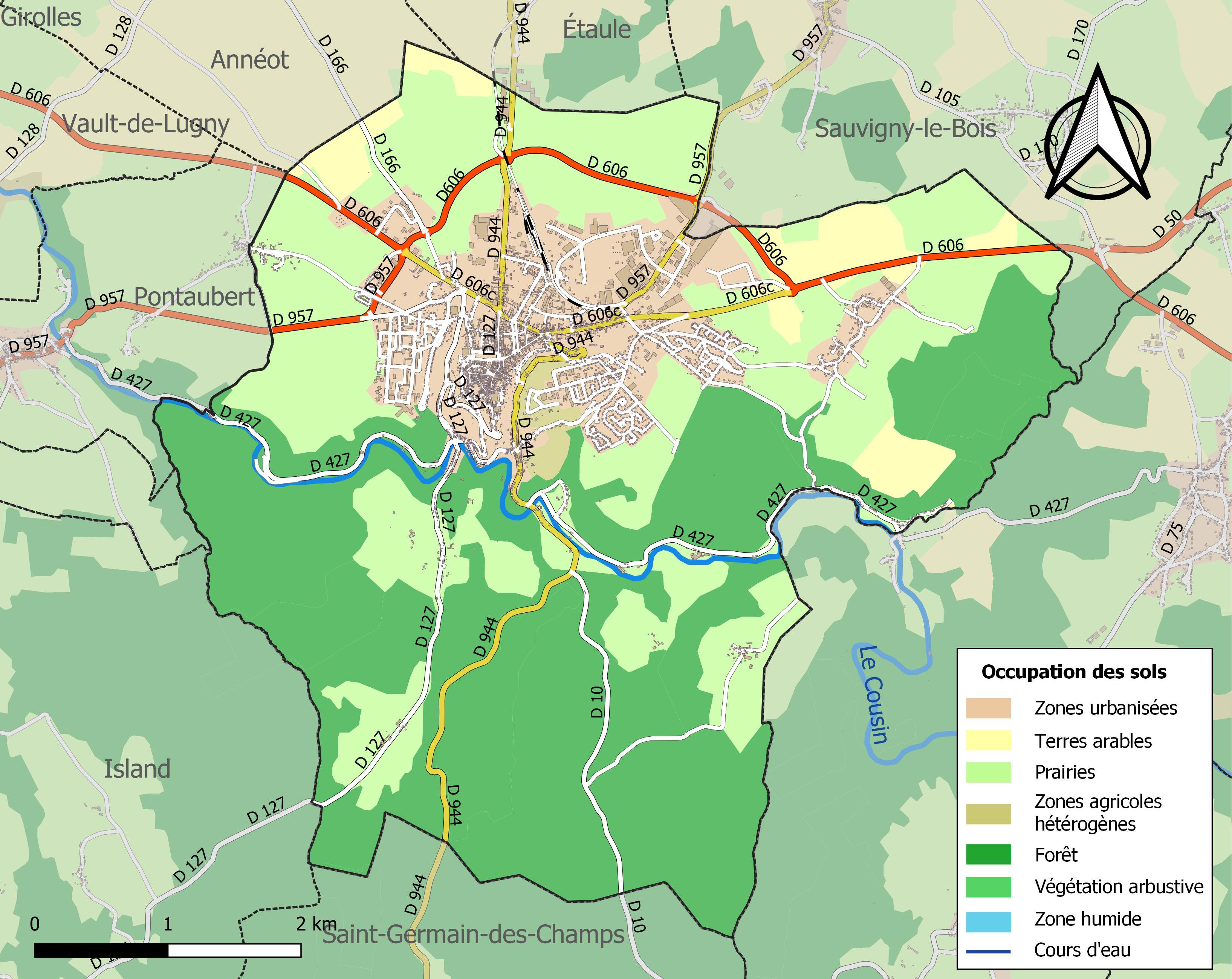
阿瓦隆土地利用情况地图

阿瓦隆是一个区域性的中心城市。截至2024年7月，阿瓦隆市镇范围内共有各类用人单位（包含自雇）1,126家，平均历史为20年，其中93.39%为中小型企业（PME），2024年5月至7月间，当地的经济活力指数为0。（大型零售）、（燃料）及（五金销售）是当地2022年营业额最高的三个企业，分别为287,228,350欧元、137,741,679欧元和47,450,611欧元。

## 财政与居民收入
2021年，阿瓦隆的财政收入总额为11,601,400欧元，财政支出总额为11,347,800欧元，当年的债务总额为10,320,100欧元。2021年，阿瓦隆市镇通过增值税获得700,220欧元的收入，此外当地还共获得了1,002,080欧元的国家直接财政补助。
| 阿瓦隆居民收入情况                               | 阿瓦隆居民收入情况 | 阿瓦隆居民收入情况    | 阿瓦隆居民收入情况 |
| 内容                                             | 阿瓦隆             | 法国                  | 统计年份           |
| ------------------------------------------------ | ------------------ | --------------------- | ------------------ |
| 征税家庭总数                                     | 3,074              | 1,081（法国市镇平均） | 2022年             |
| 居民平均月收入                                   | 2,000欧元          | 2,435欧元             | 2022年             |
| 高级职员人均月收入                               | 3,865欧元          | 4,331欧元             | 2021年             |
| 中级职员人均月收入                               | 2,179欧元          | 2,470欧元             | 2021年             |
| 普通职员人均月收入                               | 1,590欧元          | 1,801欧元             | 2021年             |
| 贫困率                                           | 21%                | 14.5%                 | 2020年             |
| 青壮年（15至64岁）失业率                         | 20.8%              | 7.4%                  | 2020年             |
| 征税家庭数量占比                                 | 35.6%              | 45.5%                 | 2020年             |
| 家庭年均纳税                                     | 2,954              | 4,393欧元             | 2022年             |
| 资料来源：INSEE、L'Internaute、Le Journal du Net |                    |                       |                    |

## 社会事务

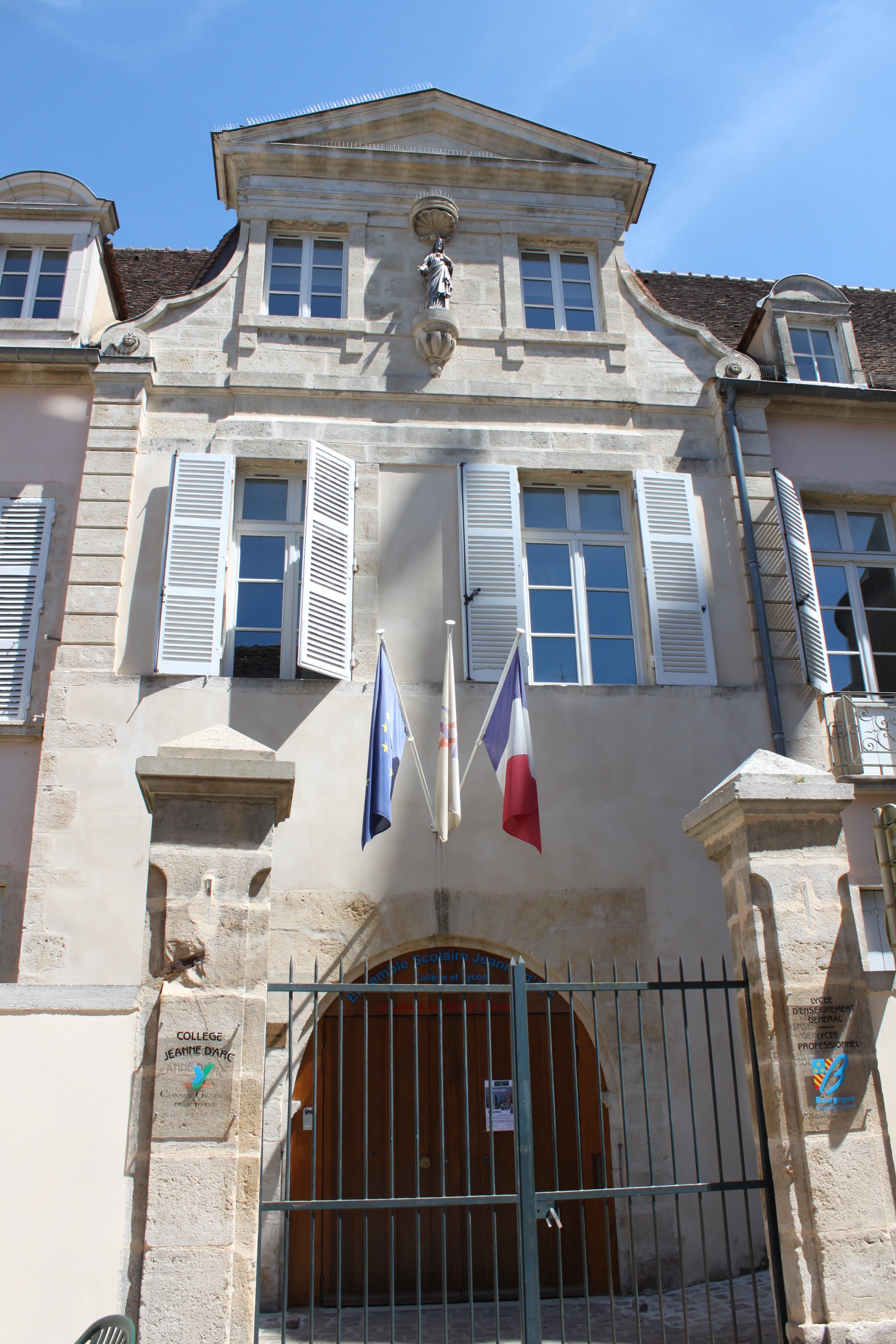
阿瓦隆的一所中学

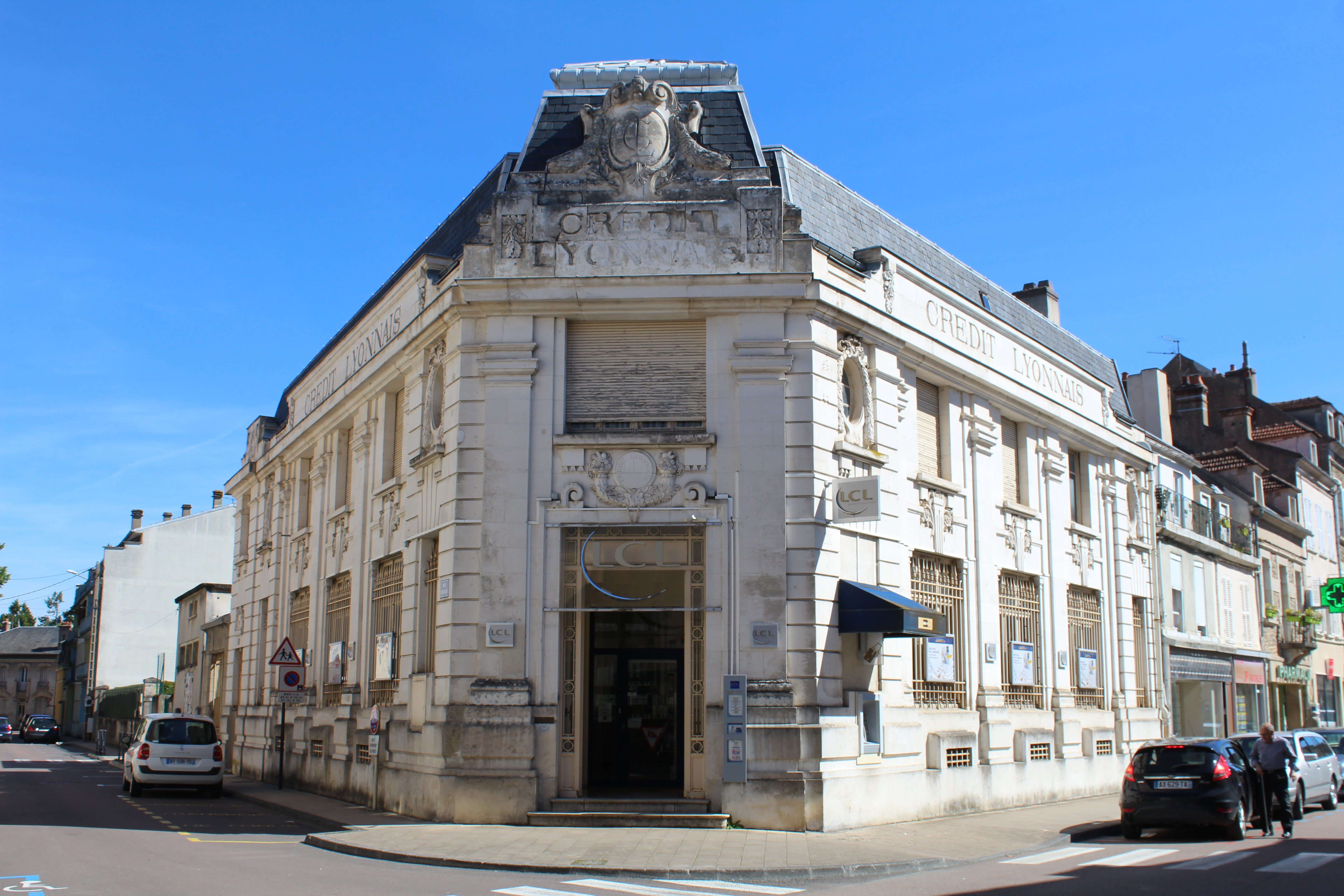
里昂商业信用银行阿瓦隆分行

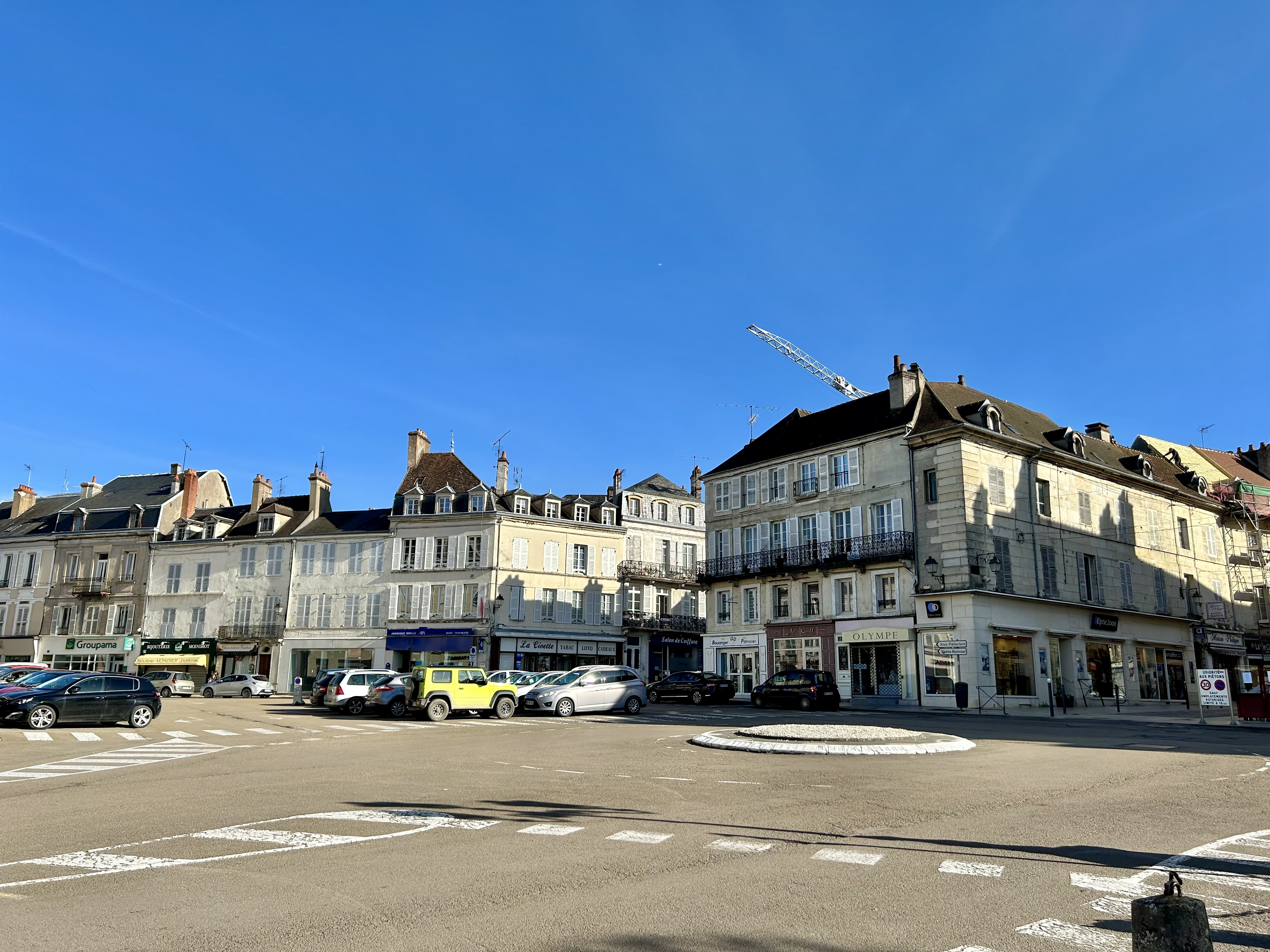
沃邦广场

### 教育
阿瓦隆属于第戎学区。截至2021年1月1日，阿瓦隆境内共有3所幼儿园、4所小学、3所初级中学和2所普通高中。2021至2022学年度，阿瓦隆境内共有在校中等教育阶段学生1,350名。

### 医疗
截至2021年1月1日，阿瓦隆境内共有全科医生7名、保健师9名、牙医6名、护士12名、眼科医生1名和助产士1名。境内共有药房5家、养老院2家。
阿瓦隆中心医院（Centre Hospitalier d'Avallon）是法国的一家区域性医疗机构，其主病区位于阿瓦隆市中心西侧，该院设有床位140个，是阿瓦隆区内规模最大的公立综合性医院。

### 住房
2020年，阿瓦隆境内共有各类住房4,231套，其中41.8%为独立式住宅，57.5%为集中式住宅。常住房屋占阿瓦隆市镇范围内居民建筑总量的78.1%。
在住房保障政策方面，2022年，阿瓦隆境内共有950户家庭获得了住房经济补助，受益人数占总人口数量的16.6%，其中936份为房租补助。

### 商业
2021年，阿瓦隆境内共有各类实体商铺207家，其中餐厅35家、大型超市8家、杂货店4家、面包房8家、肉铺3家、书店4家、装饰品店2家、银行门店7家、美容美发店13家、汽车维修店13家。阿瓦隆镇中心北侧建有一家欧尚大型购物超市，市区西侧还有Casino和Lidl超市。

### 体育
2021年，阿瓦隆境内共有2家游泳池、4间体育馆、2座综合体育场、7处网球场、2处足球或橄榄球场以及4处篮球或排球场。
截至2024年1月，阿瓦隆境内共有两家注册足球俱乐部。阿瓦隆奥林匹克足球俱乐部（Avallon Football Club Olympique，编号560206）是当地的代表性足球队，成立于2019年，其主队2024至2025赛季参加约讷省足球联赛乙组（法国第十级别），其主场为莱昂·洛朗球场（Stade Léon Laurent）。

### 环境
阿瓦隆的环境事务由其所属的阿瓦隆-韦兹莱-莫尔旺市镇公共社区联合各级政府协调负责。2021年，阿瓦隆境内共有2家污染企业。

### 治安
2021年，阿瓦隆市镇范围内有1处宪兵队。
阿瓦隆国家宪兵队（zone gendarmerie de Avallon）的管辖范围共包括131个市镇。2020年，该宪兵队累计记录各类案件1,903起，其中盗窃类案件654起，经济类案件383起，毒品交易类案件116起。

## 文化
2021年，阿瓦隆境内共有1家电影院、1家博物馆和1家音乐厅。阿瓦隆境内建有多边形多媒体中心（Médiathèque Le Polygone），每周二至六向公众开放。

### 建筑
阿瓦隆境内有多处历史建筑，其中圣拉扎尔大教堂、孔代宫、钟楼塔等为法国国家文物保护单位。

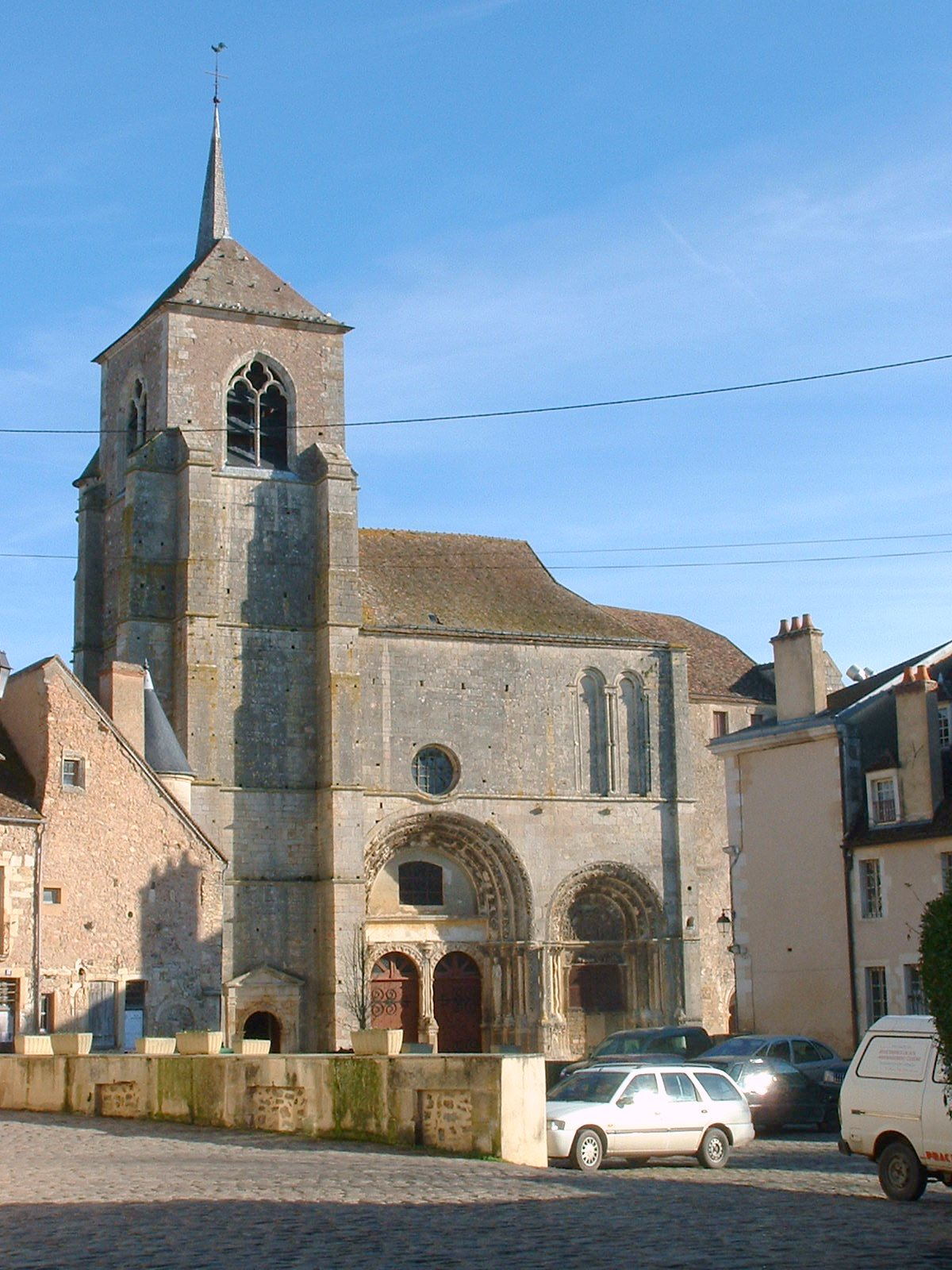
圣拉扎尔大教堂（法语：Collégiale Saint-Lazare d'Avallon）
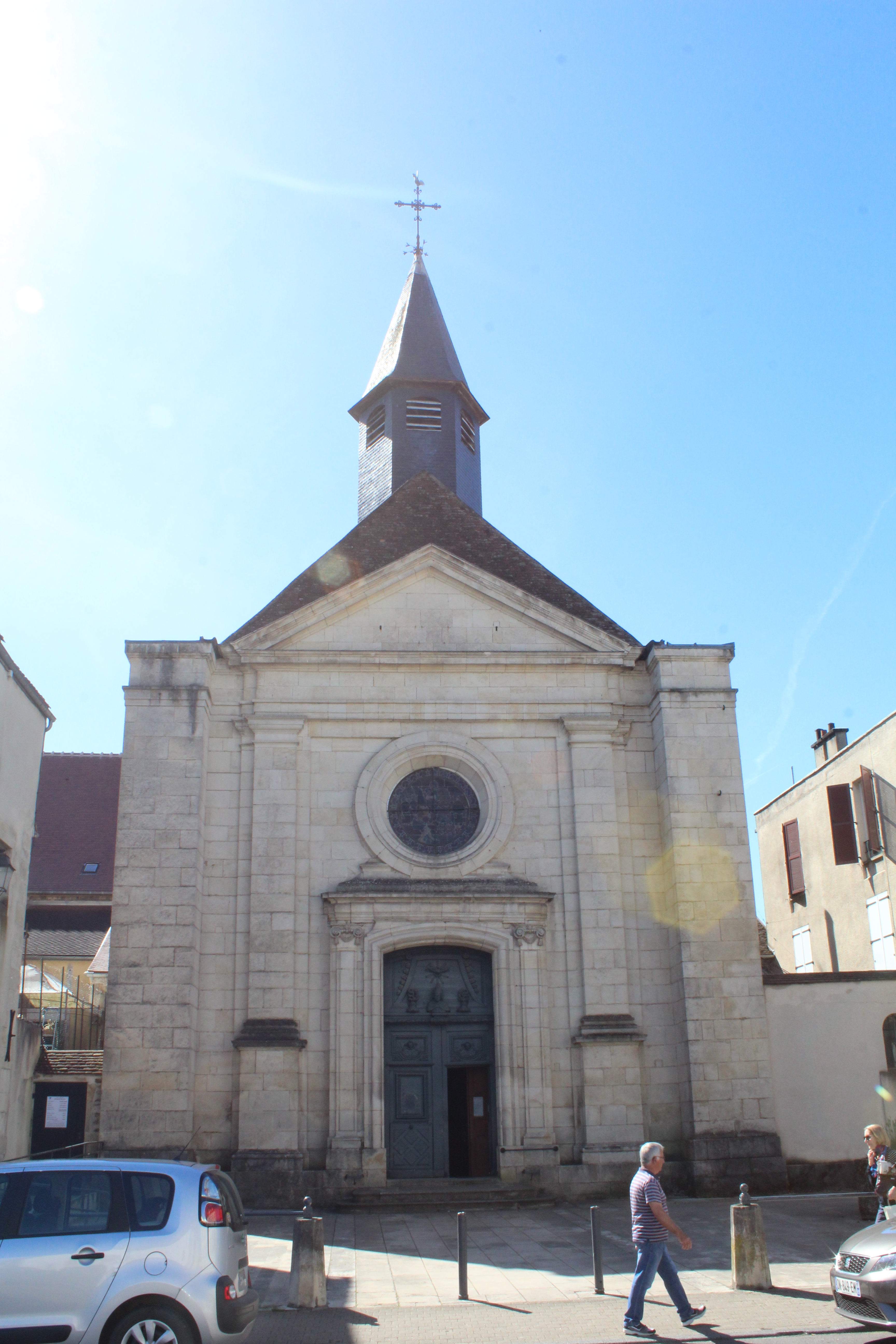
圣马丁教堂
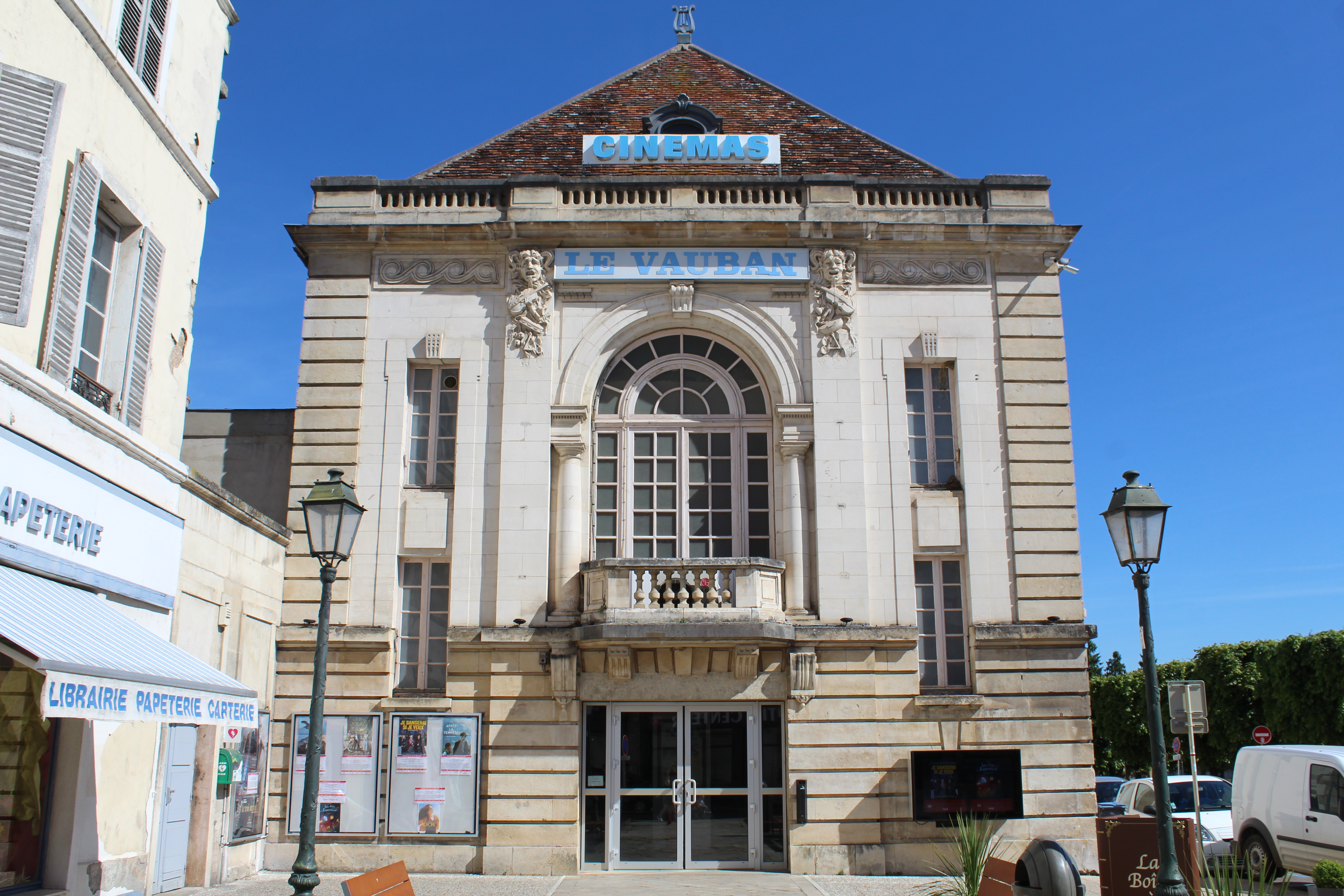
沃邦电影院
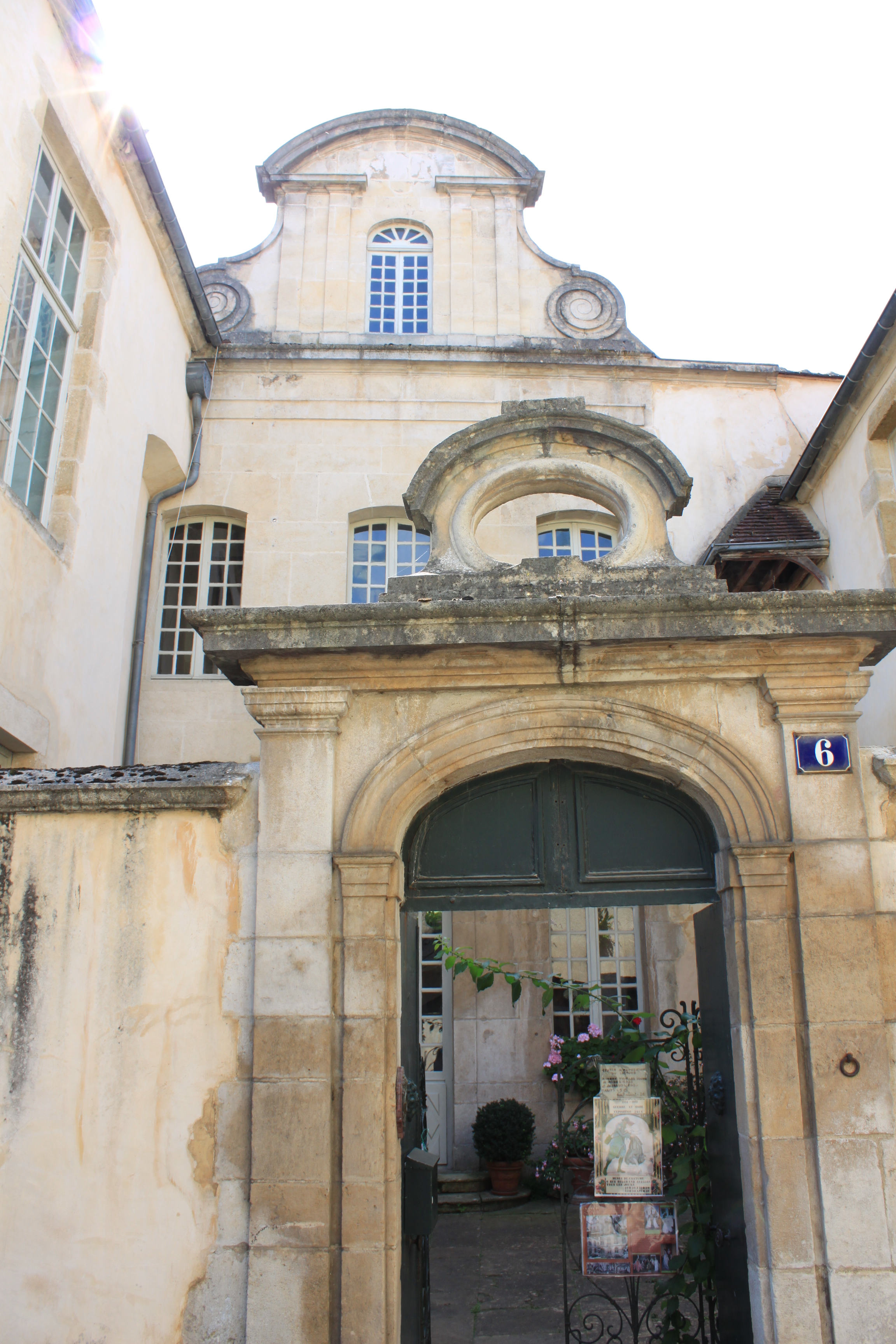
孔代宫（法语：Hôtel Condé）
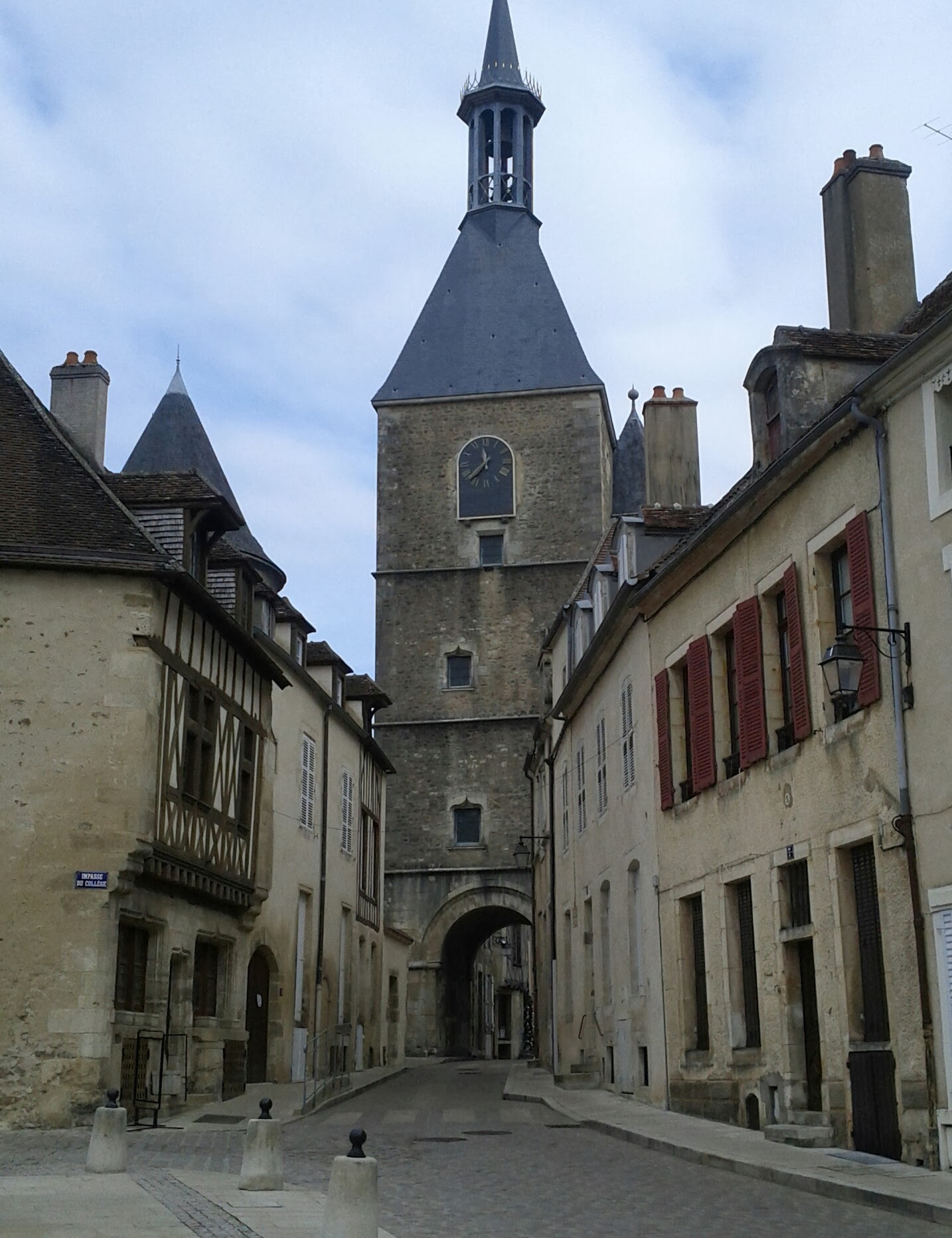
钟楼塔（法语：Tour de l'Horloge (Avallon)）
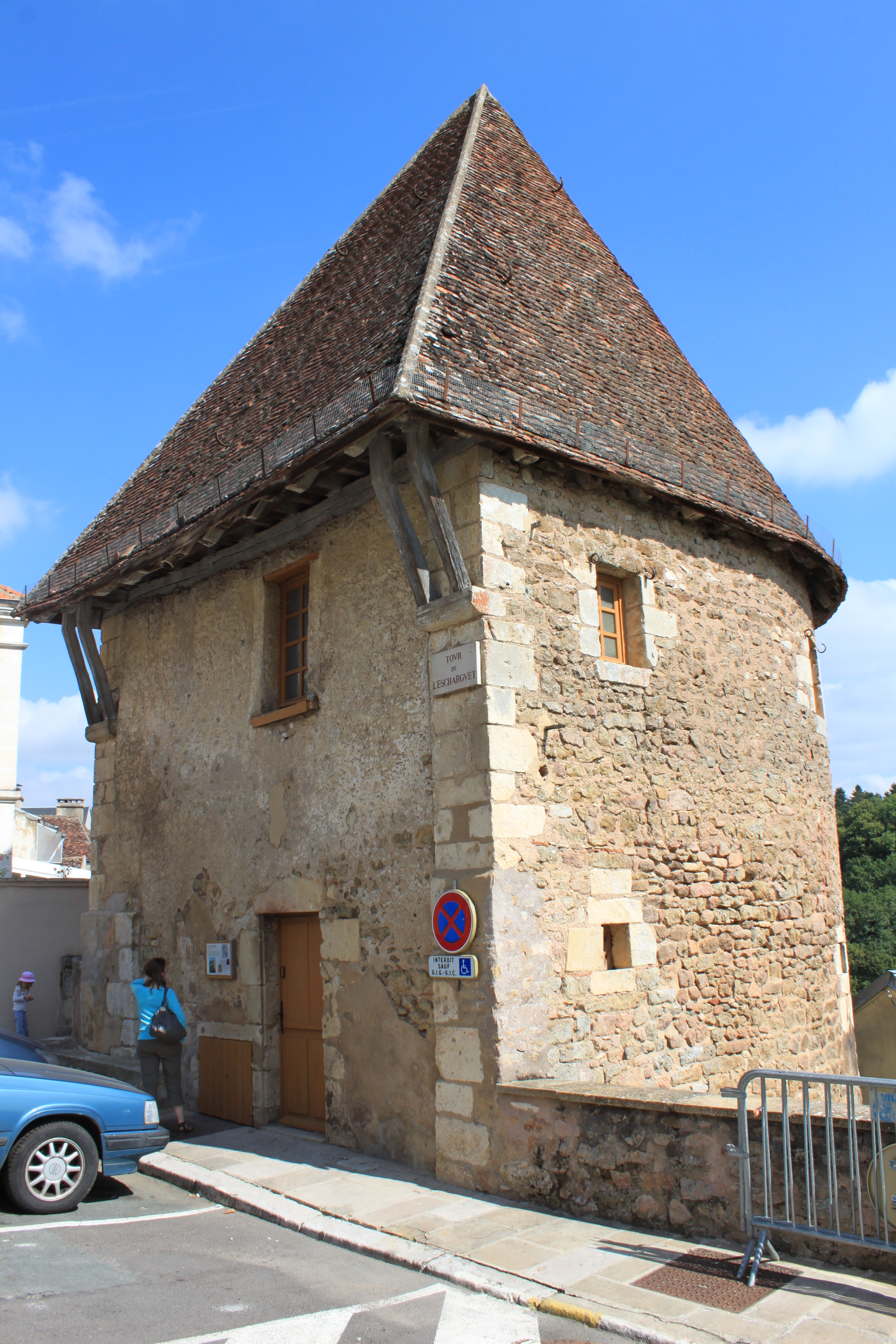
埃沙尔盖塔
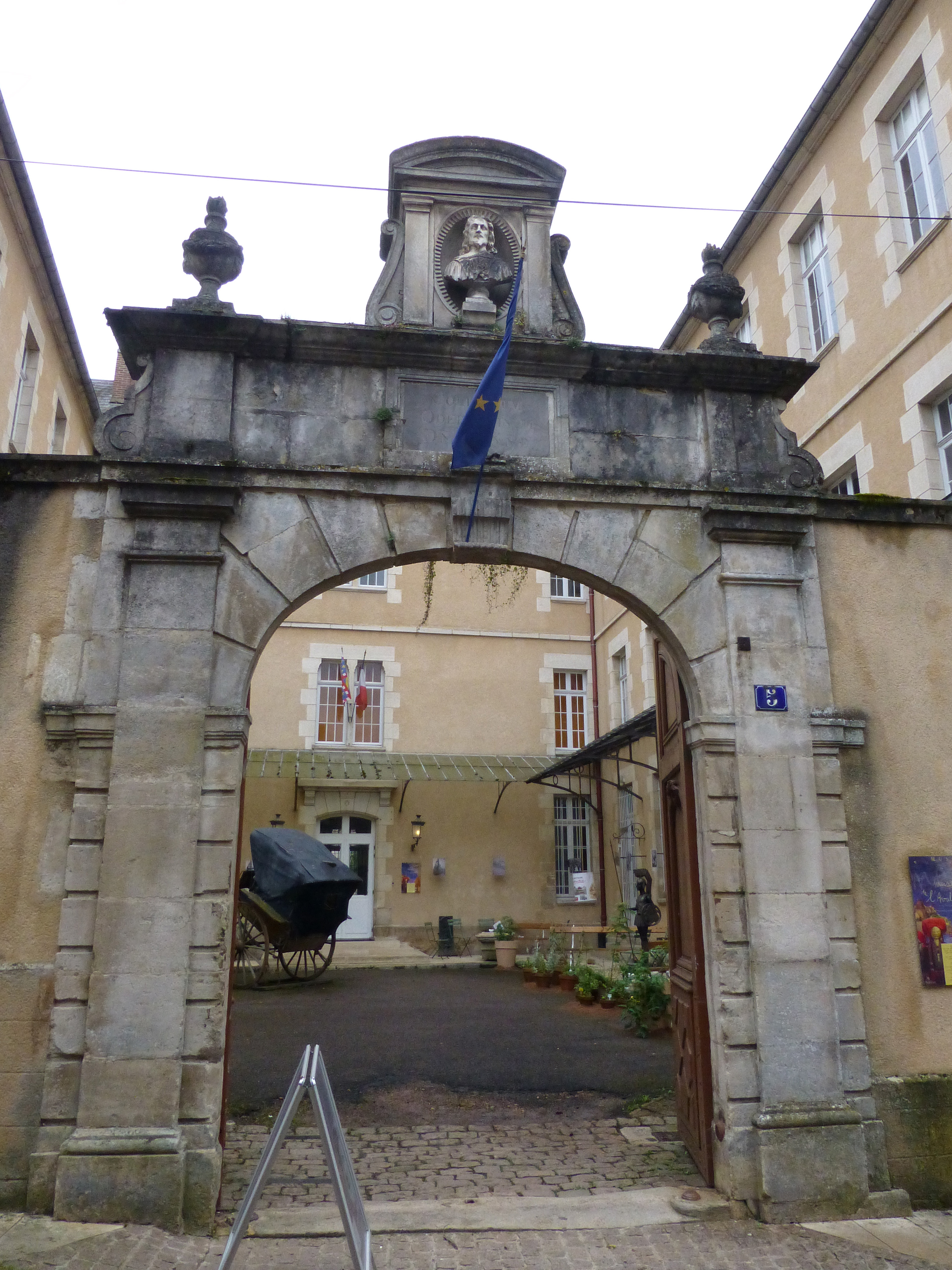
阿瓦隆博物馆
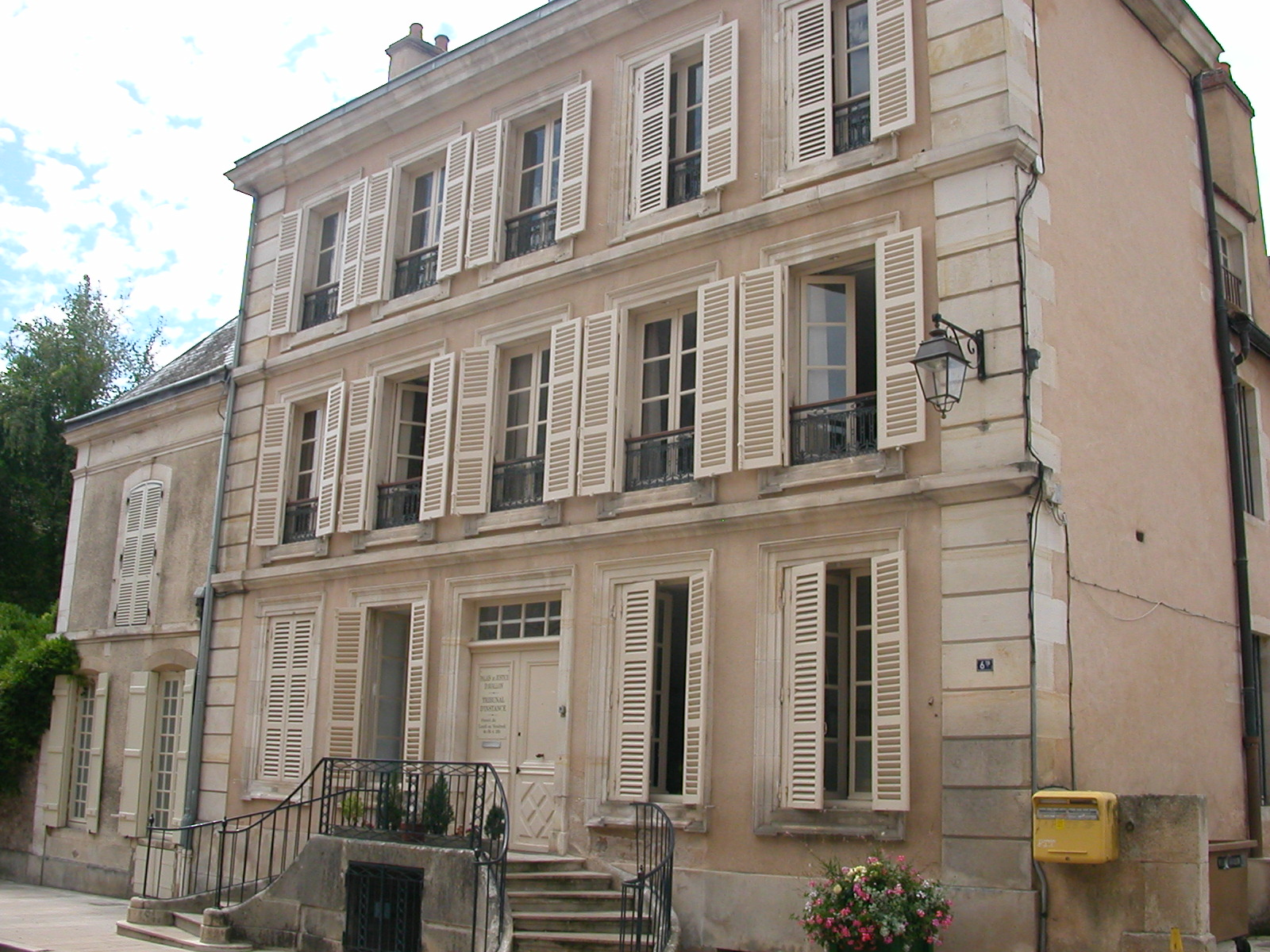
司法宫
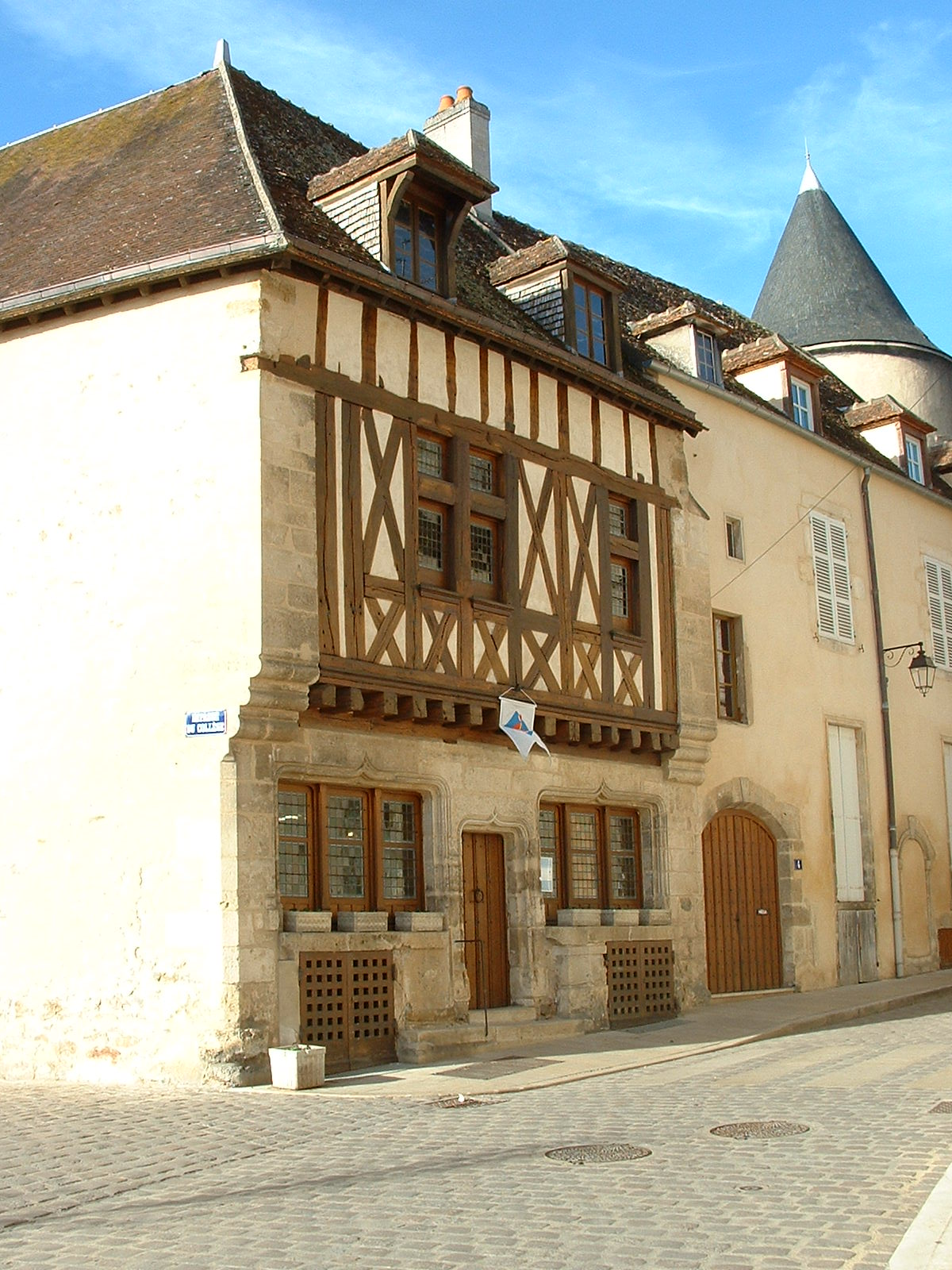
旅游局

### 旅游
阿瓦隆的旅游事务由其所属的阿瓦隆-韦兹莱-莫尔旺市镇公共社区联合各级政府协调负责。2023年，阿瓦隆境内共有5家酒店共计118间房间；另有2个露营地，可容纳共129辆露营车。

### 媒体
法国主要的媒体均可在阿瓦隆接收，法国电视三台下属的勃艮第-弗朗什-孔泰大区频道在部分时段播出阿瓦隆所在约讷省的地方新闻。《约讷省共和报》和蓝色法兰西欧塞尔广播是当地主要的地方性媒体。

## 相关人物
法国哲学家埃蒂安·巴利巴尔出生于阿瓦隆。

## 友好城市
截至2024年1月，阿瓦隆共与四座城市建立了友好城市关系：
- 德国 科赫姆
- 英格兰 滕特登
- 日本 佐久市
- 比利时 佩潘斯泰尔